# Sangoñedo (Tineo)
Sangoñedo (Sangoñéu en asturiano y oficialmente) es una parroquia del concejo asturiano de Tineo, en España. 

## Entidades de población
La parroquia cuenta con las siguientes entidades de población, con el tipo de población según el Nomenclátor de la Sociedad Asturiana de Estudios Económicos e Industriales, la toponimia asturiana oficial en asturiano y la población según el Instituto Nacional de Estadística:
| Localidad           | Nombre oficial (en asturiano) | Tipo de población | Habitantes (INE, 2020) |
| Colinas de Abajo    | Colinas de Baxu               | Aldea             | 25                     |
| El Espín            | L'Espín                       | Aldea             | 31                     |
| Orrea               | Horria                        | Aldea             | 23                     |
| Pereda de Sangoñedo | Preda                         | Casería           | 17                     |
| Sangoñedo           | Sangoñéu                      | Aldea             | 31                     |